# Maello (kommun)
Maello är en kommun i Spanien.   Den ligger i provinsen Provincia de Ávila och regionen Kastilien och Leon, i den centrala delen av landet, 90 km nordväst om huvudstaden Madrid. Antalet invånare är 734.